# Ò
Das Ò (kleingeschrieben ò) ist ein Buchstabe des lateinischen Schriftsystems, bestehend aus einem O mit Gravis.
Als eigenständiger Buchstabe im Alphabet existiert das Ò nur in der kaschubischen Sprache. Dort ist das Ò der 22. Buchstabe im Alphabet und stellt den Laut [wɛ] dar.
Im Italienischen sowie im Katalanischen wird das Ò benutzt, wenn die Silbe betont ist, ansonsten wird die Aussprache nicht verändert.
Im Okzitanischen wird das Ò wie ein kurzes deutsches O - /ɔ/ ausgesprochen, im Gegensatz dazu entspricht das okzitanische O einem deutschen U. Im schottisch-gälischen steht das Ò für ein im Deutschen nicht vorhandes langes, offenes O - /ɔː/.
Das Ò findet auch im vietnamesischen Alphabet Verwendung und steht dort für den Buchstaben O im zweiten (fallenden) Ton.

## Darstellung auf dem Computer
Unicode enthält das Ò an den Codepunkten U+00D2 (Großbuchstabe) und U+00F2 (Kleinbuchstabe). Dieselben Stellen belegt es in ISO 8859-1.
In HTML gibt es die benannten Zeichen &Ograve; für das große Ò und &ograve; für das kleine ò.
In TeX kann man mit \`O bzw. \`o das O mit Gravis bilden.